# Triatlo nos Jogos Olímpicos
O triatlo foi integrado ao programa dos Jogos Olímpicos na edição de Sydney 2000. O esporte é composto por três modalidades disputadas em sequência, sem intervalo entre uma e outra: natação (1,5 km), ciclismo (40 km) e corrida (10 km). Contanto com as disputas individuais no masculino e feminino, em Tóquio 2020 foi inserido uma prova de revezamento misto.
Desde que foi incluído no programa, apenas um atleta conseguiu mais de uma medalha de ouro. Alistair Brownlee, da Grã-Bretanha, foi o campeão em Londres 2012 e no Rio 2016.

## Eventos
| Eventos           | 2000 | 04 | 08 | 12 | 16 | 20 | 24 |
| ----------------- | ---- | -- | -- | -- | -- | -- | -- |
| Masculino         | •    | •  | •  | •  | •  | •  | •  |
| Feminino          | •    | •  | •  | •  | •  | •  | •  |
| Revezamento misto |      |    |    |    |    | •  | •  |

## Quadro geral de medalhas
| Ordem | País               | Medalha de ouro | Medalha de prata | Medalha de bronze |    |
| ----- | ------------------ | --------------- | ---------------- | ----------------- | -- |
| 1     | GBR Grã-Bretanha   | 4               | 3                | 4                 | 11 |
| 2     | SUI Suíça          | 2               | 2                | 2                 | 6  |
| 3     | GER Alemanha       | 2               | 1                |                   | 3  |
| 4     | AUS Austrália      | 1               | 2                | 2                 | 5  |
|       | USA Estados Unidos | 1               | 2                | 2                 | 5  |
|       | NZL Nova Zelândia  | 1               | 2                | 2                 | 5  |
| 7     | CAN Canadá         | 1               | 1                |                   | 2  |
| 8     | FRA França         | 1               |                  | 2                 | 3  |
| 9     | AUT Áustria        | 1               |                  |                   | 1  |
|       | BER Bermudas       | 1               |                  |                   | 1  |
|       | NOR Noruega        | 1               |                  |                   | 1  |
| 12    | ESP Espanha        |                 | 1                |                   | 1  |
|       | POR Portugal       |                 | 1                |                   | 1  |
|       | SWE Suécia         |                 | 1                |                   | 1  |
| 14    | RSA África do Sul  |                 |                  | 1                 | 1  |
|       | CZE Chéquia        |                 |                  | 1                 | 1  |
| TOTAL | TOTAL              | 16              | 16               | 16                | 48 |